# Episodi di Agatha Raisin (prima stagione)
La prima stagione della serie televisiva Agatha Raisin è stata trasmessa in anteprima nel Regno Unito da Sky One dal 7 giugno 2016 al 26 luglio 2016.
In Italia la serie è andata in onda in prima visione assoluta su TV8 dal 10 dicembre 2016 (preceduta il 3 dicembre 2016 dall'episodio pilota), ma è stata sospesa per bassi ascolti dopo la prima settimana di programmazione. La serie è poi ripartita su Sky Uno il 4 luglio 2017, con tutti gli episodi ancora inediti.
| nº | Titolo originale                          | Titolo italiano                         | Prima TV UK      | Prima TV Italia  |
| -- | ----------------------------------------- | --------------------------------------- | ---------------- | ---------------- |
| 0  | Agatha Raisin and the Quiche of Death     | Agatha Raisin: la quiche della morte    | 26 dicembre 2014 | 3 dicembre 2016  |
| 1  | Agatha Raisin and the Walkers of Dembley  | Agatha Raisin: i camminatori di Dembley | 7 giugno 2016    | 10 dicembre 2016 |
| 2  | Agatha Raisin and Hell's Bells            | Agatha Raisin: le campane dell'inferno  | 14 giugno 2016   | 10 dicembre 2016 |
| 3  | Agatha Raisin and the Wellspring of Death | Agatha Raisin: la sorgente della morte  | 21 giugno 2016   | 18 luglio 2017   |
| 4  | Agatha Raisin and the Potted Gardener     | Agatha Raisin: la giardiniera invasata  | 28 giugno 2016   | 18 luglio 2017   |
| 5  | Agatha Raisin and the Vicious Vet         | Agatha Raisin: il veterinario crudele   | 5 luglio 2016    | 25 luglio 2017   |
| 6  | Agatha Raisin and the Day the Floods Came | Agatha Raisin: i giorni del diluvio     | 12 luglio 2016   | 25 luglio 2017   |
| 7  | Agatha Raisin and the Witch of Wyckhadden | Agatha Raisin: la strega di Wyckhadden  | 19 luglio 2016   | 1º agosto 2017   |
| 8  | Agatha Raisin and Murderous Marriage      | Agatha Raisin: il matrimonio assassino  | 26 luglio 2016   | 1º agosto 2017   |

## Agatha Raisin: la quiche della morte
- Titolo originale: Agatha Raisin and the Quiche of Death
- Diretto da: Geoffrey Sax
- Scritto da: Stewart Harcourt

### Trama
Agatha Raisin, un'autrice professionista delle pubbliche relazioni, rinuncia alla sua vita a Londra nella speranza di iniziare una nuova vita nell'apparentemente tranquillo villaggio di Carlsey, ma si ritrova presto sospettata di omicidio quando partecipa alla competizione per la preparazione di quiche nel villaggio, quindi lei indaga.

## Agatha Raisin: i camminatori di Dembley
- Titolo originale: Agatha Raisin and the Walkers of Dembley
- Diretto da: Geoffrey Sax
- Scritto da: Chris Murray

### Trama
Un'escursionista e attivista viene trovata morta in un campo di grano. Agatha Raisin decide di andare sotto copertura nel villaggio di Dembley per scoprire cosa è successo.

## Agatha Raisin: le campane dell'inferno
- Titolo originale: Agatha Raisin and Hell's Bells
- Diretto da: Geoffrey Sax
- Scritto da: Stewart Harcourt

### Trama
Una figura popolare del villaggio di Carsely viene trovata impiccata nella campana della chiesa, ma Agatha crede non si sia suicidata ma sarebbe stata uccisa.

## Agatha Raisin: la sorgente della morte
- Titolo originale: Agatha Raisin and the Wellspring of Death
- Diretto da: Paul Harrison
- Scritto da: Stewart Harcourt

### Trama
Il presidente del consiglio parrocchiale viene ucciso, mentre gli abitanti del villaggio di Ancombe litigano per la vendita dei diritti sull'acqua.

## Agatha Raisin: la giardiniera invasata
- Titolo originale: Agatha Raisin and the Potter Gardener
- Diretto da: Paul Harrison
- Scritto da: Chris Murray

### Trama
Una giardiniera viene trovata morta nel suo giardino sul retro, è anche un fulgido esempio del perfetto abitante del villaggio.

## Agatha Raisin: il veterinario crudele
- Titolo originale: Agatha Raisin and the Vicious Vet
- Diretto da: Roberto Bangura
- Scritto da: Chris Murray

### Trama
Un veterinario locale muore durante un intervento di routine, e Agatha deve scoprire la verità.

## Agatha Raisin: i giorni del diluvio
- Titolo originale: Agatha Raisin and the Day the Floods Came
- Diretto da: Roberto Bangura
- Scritto da: Chris Niel

### Trama
Una giovane sposa viene trovata morta e Agatha l'ha vista tutt'altro che felice e quindi scopre la verità.

## Agatha Raisin: la strega di Wyckhadden
- Titolo originale: Agatha Raisin and the Witch of Wyckhadden
- Diretto da: Geoffrey Sax
- Scritto da: Chris Murray

### Trama
Agatha si reca a Wyckhadden in un albergo, ma deve indagare sulla strana morte di una strega locale.

## Agatha Raisin: il matrimonio assassino
- Titolo originale: Agatha Raisin and Murderous Marriage
- Diretto da: Geoffrey Sax
- Scritto da: Stewart Harcourt

### Trama
Quando l'ex marito di Agatha torna improvvisamente a Carsely, la relazione di quest'ultima è in pericolo, ma quando il suo ex marito viene ucciso Agatha diviene la principale sospettata.